# 蓼雲仙傳

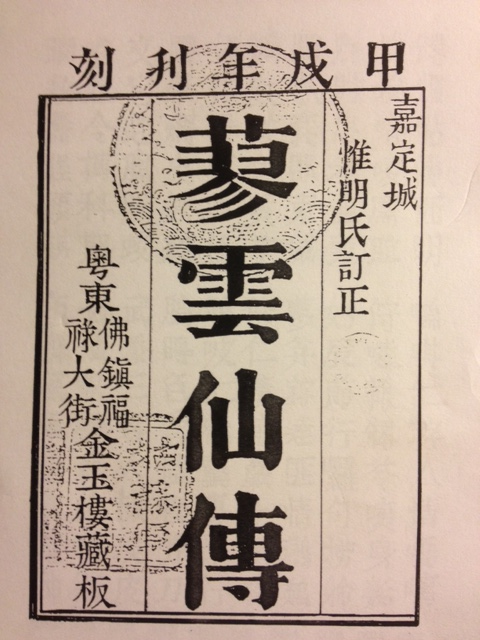
《蓼雲仙傳》

《蓼雲仙傳》（越南语：／），又名《云仙古迹新传》（越南语：／）和《云仙古迹传》，又譯作《陆云仙传》和《云仙传》，是一部越南国民文学的长编叙事诗。创作于19世纪时期，作者是盲人诗人阮廷炤。

## 內容
該詩講述了雲僊好學愛國的故事。雲僊年輕時和武彩鸞定親，成人後進京趕考，在路上搭救了嬌月娥，後者對其產生了愛慕之情。在參加科舉考試時，雲僊接到了母親病故的消息，退場回家為母親守孝，回家路上哭得雙目失明，後投奔武彩鸞家，卻被武家推進石洞。雲僊在石洞中得到仙人救助，治好了雙眼。而同時嬌月娥被捕，被送往番國，在途中跳河自殺，得到佛婆救助。雲僊離開石洞後高中狀元，率兵攻破番賊，再遇月娥，兩人終成眷屬。

## 評價
该诗用越南语喃字写成，全文共2076句。阮廷炤写下此诗的时候，越南正逐步受到法国殖民者的侵略，而作者的家鄉嘉定早已淪為法國殖民地，社会发生着巨大的变化。阮廷炤在詩中旣描寫了自己的科考經歷，也表達了反抗法國殖民統治的美好希冀。這首長詩在传统思想受到法国思想的冲击时，再次弘揚了越南的传统美德。
《蓼雲仙傳》与《金云翘传》被认为是越南的两部最受瞩目和有影响力的叙事诗。

## 電影
《蓼雲仙傳》在2002年被拍成同名的越南电影，由何娇英扮演女主角矯月娥（Kiều Nguyệt Nga）。